# 蛯名幸作

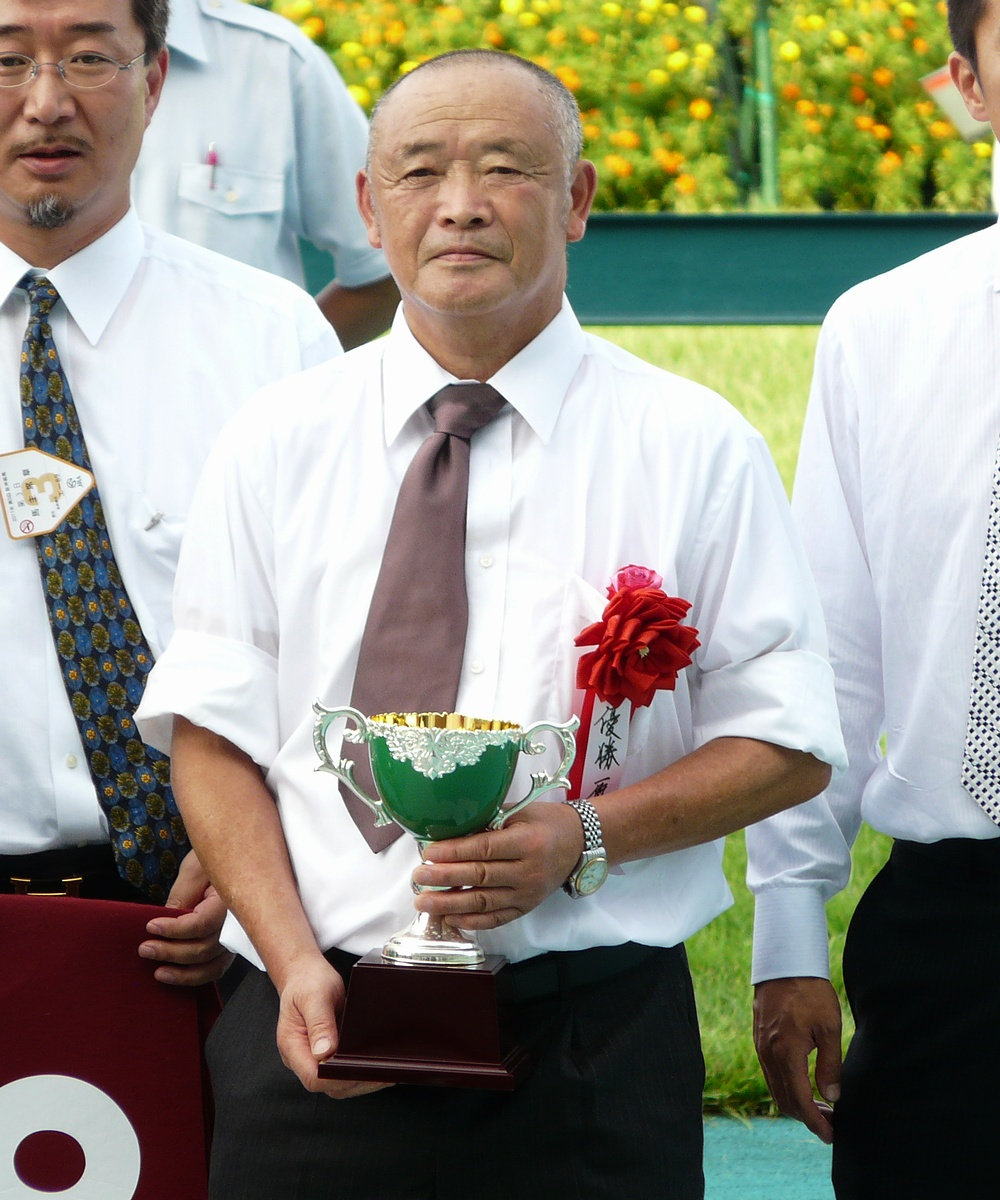
2011年ローズS表彰式

蛯名 幸作（えびな こうさく、1946年10月21日 - ）は、日本の中央競馬の元厩務員である。最終期には日本中央競馬会（JRA）美浦トレーニングセンター、田中清隆厩舎に所属していた。

## 人物
競馬関係者の出身者が多い青森県上北郡出身。蛯名は上北の農家で育った。蛯名の子供の頃は自宅に馬もおり、馬を身近に感じることのできる環境であったが、この当時は馬と接することを嫌い、中学卒業後は東京都に出て喫茶店などで勤務していた。しかし、勤務はするものの、遊んでばかりしていたため体調を崩してしまう。既に競馬関係者として働いていた蛯名の兄に体調を崩していた件を知られてしまい、見かねた兄が厩務員になることを勧め、これまで馬との仕事を嫌っていた蛯名も兄の勧めを聞き入れ、以後は競馬の世界で生きて行くこととした。
1967年、東京競馬場の坂本栄三郎厩舎所属の厩務員となった。その後、1990年に坂本の死去による厩舎の解散により田中清隆厩舎に移籍した。
1970年初春にはクイーンカップを勝利したタマミを桜花賞終了まで当時開場間もない栗東トレーニングセンターに長期的に滞在させたが、蛯名も馬の様子を見るためにタマミと共に長期にわたって栗東に滞在した。関東馬が長期間栗東に滞在した初の事例であった。
2011年10月21日、中央競馬の厩務員の定年となる65歳に達し、厩務員を引退した。
厩務員になる前とは逆に現在は「馬（との仕事）が好きである」と蛯名は語る。蛯名は管理競走馬に対して「手で馬に触れること」を心掛けている。これは血行を良くすることが主な理由であるが、馬の痛い箇所を判別する目的もある。

## 主な管理馬
括弧内は主な優勝レース
- タマミ（1970年桜花賞）
- キタイシオー（1973年東京障害特別）
- グルメフロンティア（1998年フェブラリーステークス）
- トーホウシデン（2003年中山金杯）
- タイキリオン（2002年ニュージーランドトロフィー）
- ホエールキャプチャ（2011年クイーンカップ、ローズステークス）